# Öystein Tjomsland
Öystein Tjomsland, född i april 1971, är en norsk travtränare. Han är mest känd för sina framgångar med kallblodshästar. Han har 2023 också etablerat sig som travtränare i Sverige där han har Bergsåkers travbana som hemmabana.
Till vardags bor Öystein i Sörlandet i Norge men han har även en svensk filial på Wolmsta, strax söder om Sundsvall. På den svenska filialen har han cirka 40 hästar i träning (2025). Den svenska filialen sköts av Jimmy Jonsson, son till travtränaren Alf Jonsson.

## Meriter
Tjomsland har vunnit flera av de största kallblodsloppen som finns. Totalt har han över 1000 segrar. Några av de största meriterna är:
- Världsrekord med Tekno Odin[4]
- Seger i Elitkampen – världens största lopp för kallblod
- Seger i Svenskt Kallblodsderby och Norskt Kallblodsderby
- Vunnit Svenskt Kallblodskriterium och motsvarande i Norge[5]